# Coleophora leucostrigella
Coleophora leucostrigella é uma espécie de mariposa do gênero Coleophora pertencente à família Coleophoridae.